# 水突穴
水突穴是属于足陽明胃經的腧穴。

## 定位
人迎與氣舍連線中點，胸鎖乳突肌前緣。

## 主治
咳嗽、喘息、咽喉腫痛等。

## 操作
直刺0.3～0.5寸；可灸。